# 布洛涅圣母堂
布洛涅圣母堂（Église Notre-Dame de Boulogne）是一座罗马天主教堂区教堂和朝圣地，隶属于天主教楠泰尔教区，位于法国上塞纳省布洛涅-比扬古的让-饶勒斯大道（Boulevard Jean-Jaurès）、让-巴蒂斯特-克莱门特大街（Avenue Jean-Baptiste-Clément）和戴高乐大街（avenue Charles-de-Gaulle）路口。
1862年，该堂列为法国历史遗迹。.

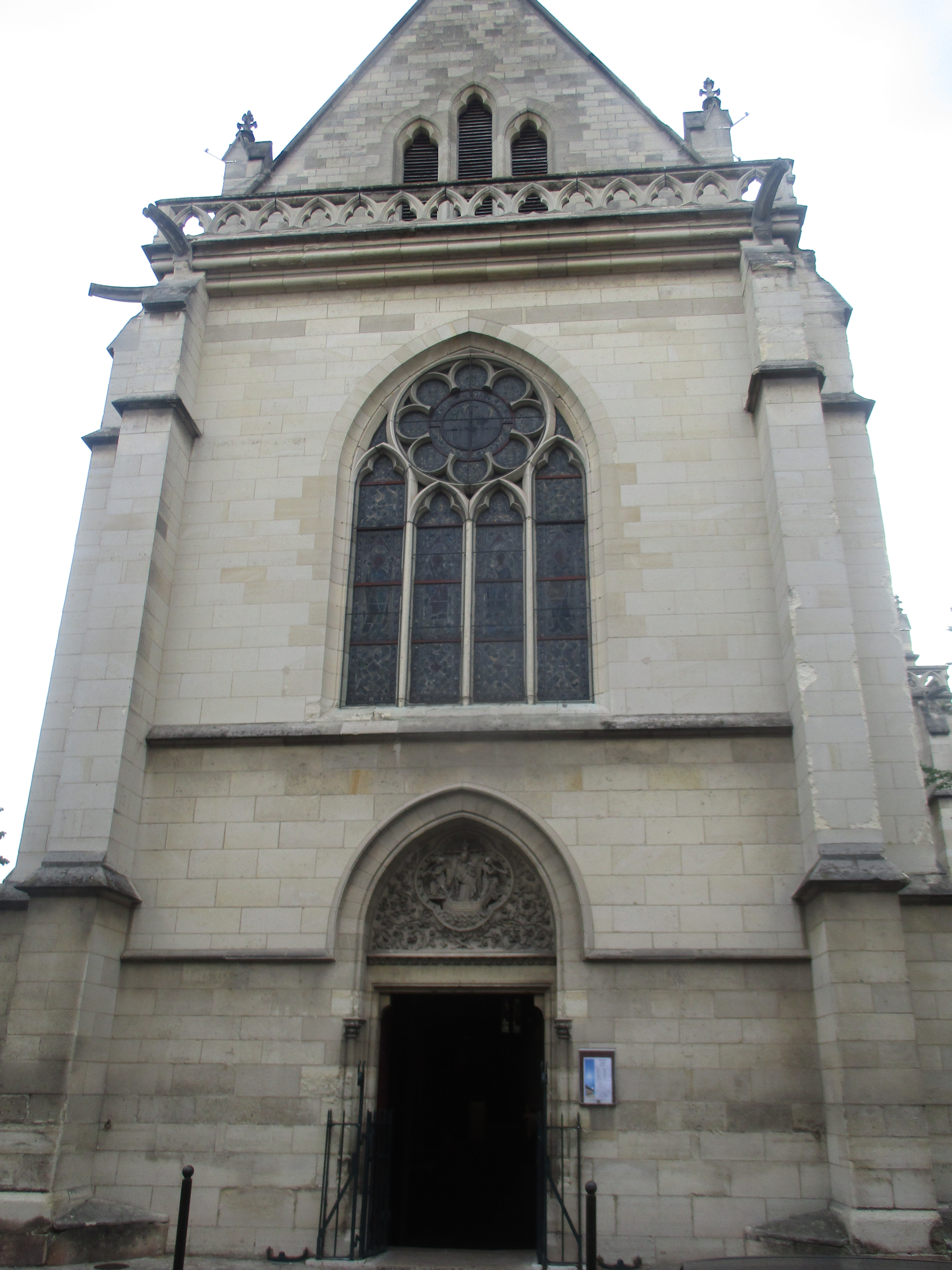
立面
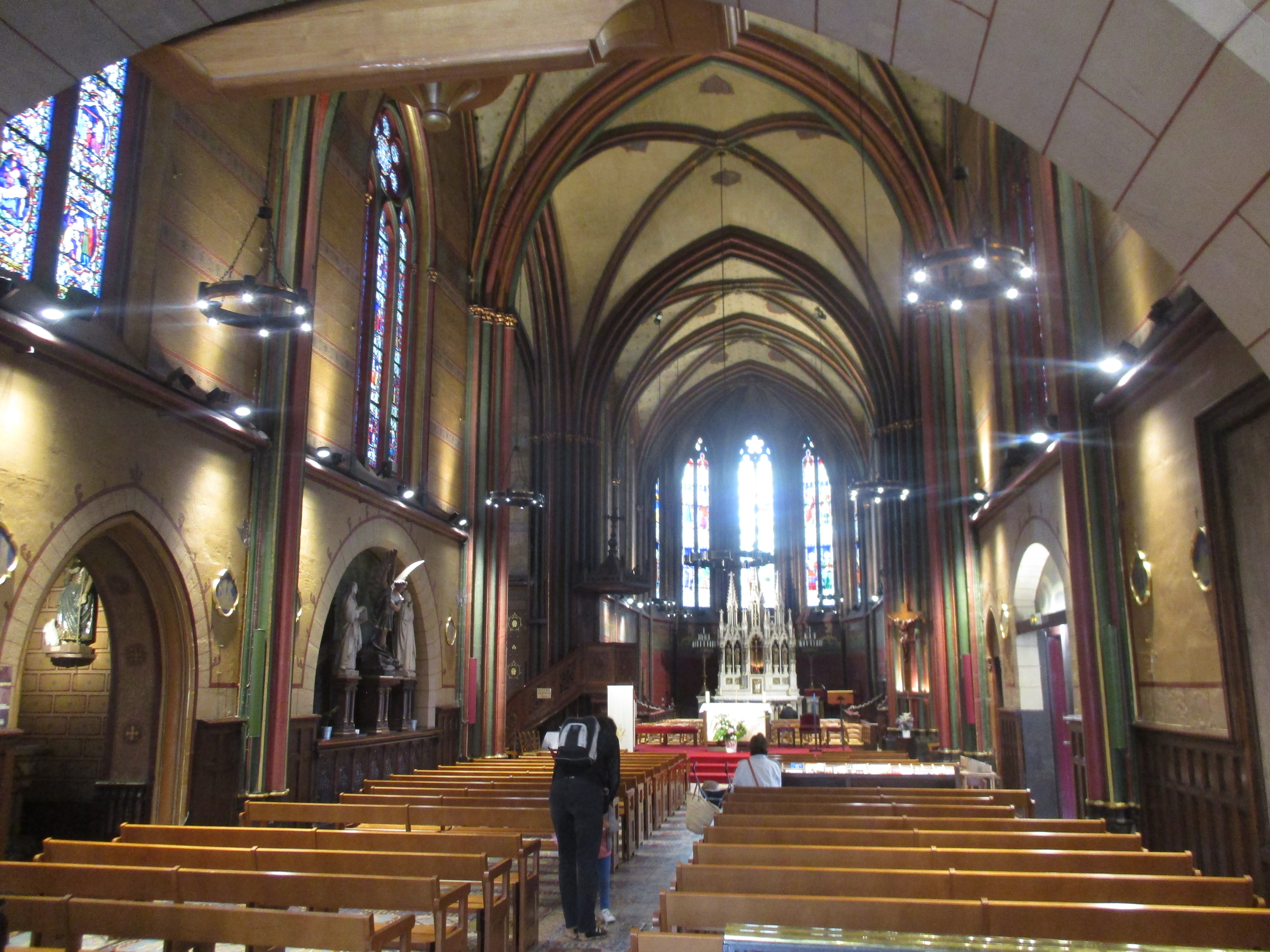
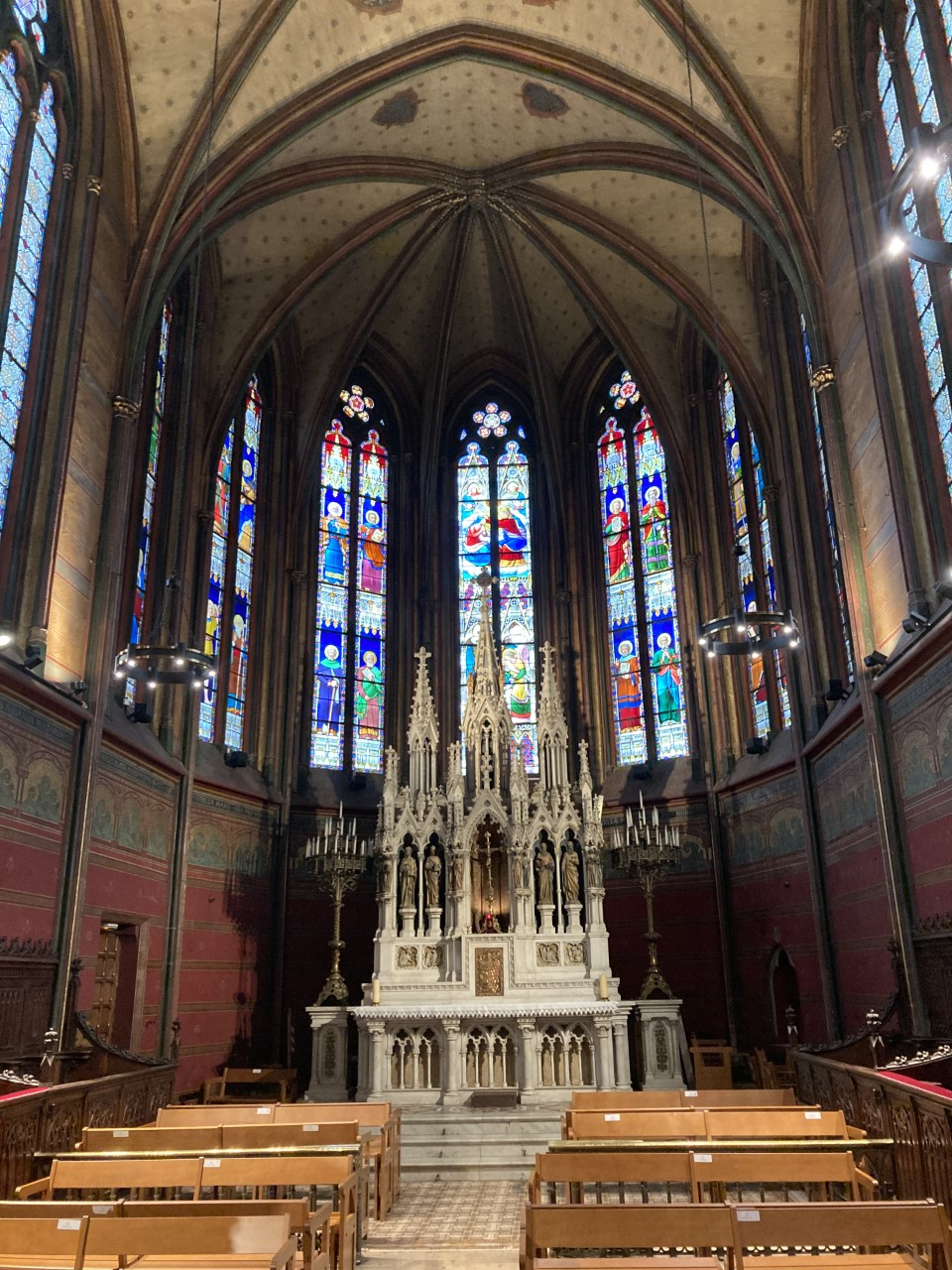
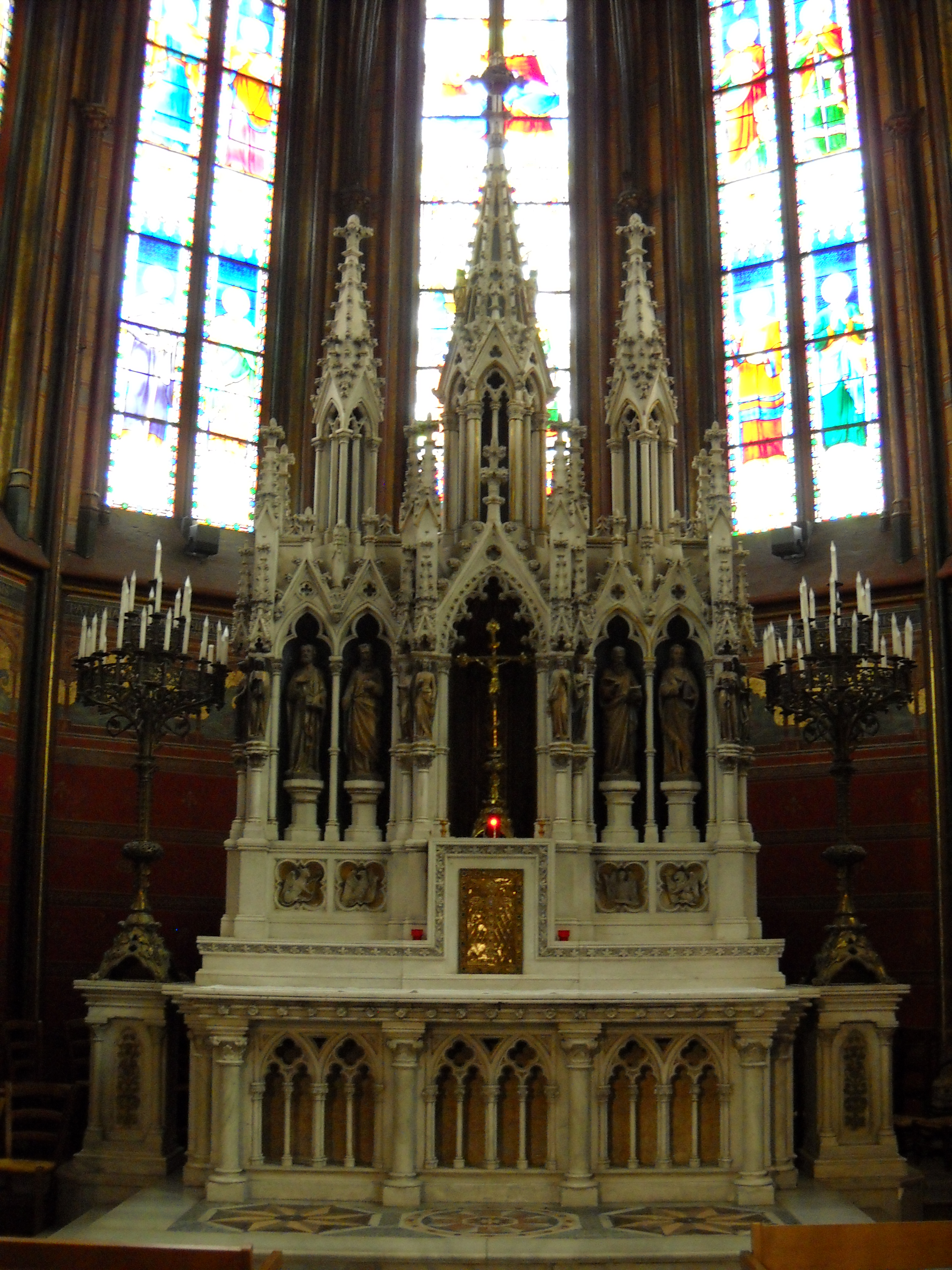
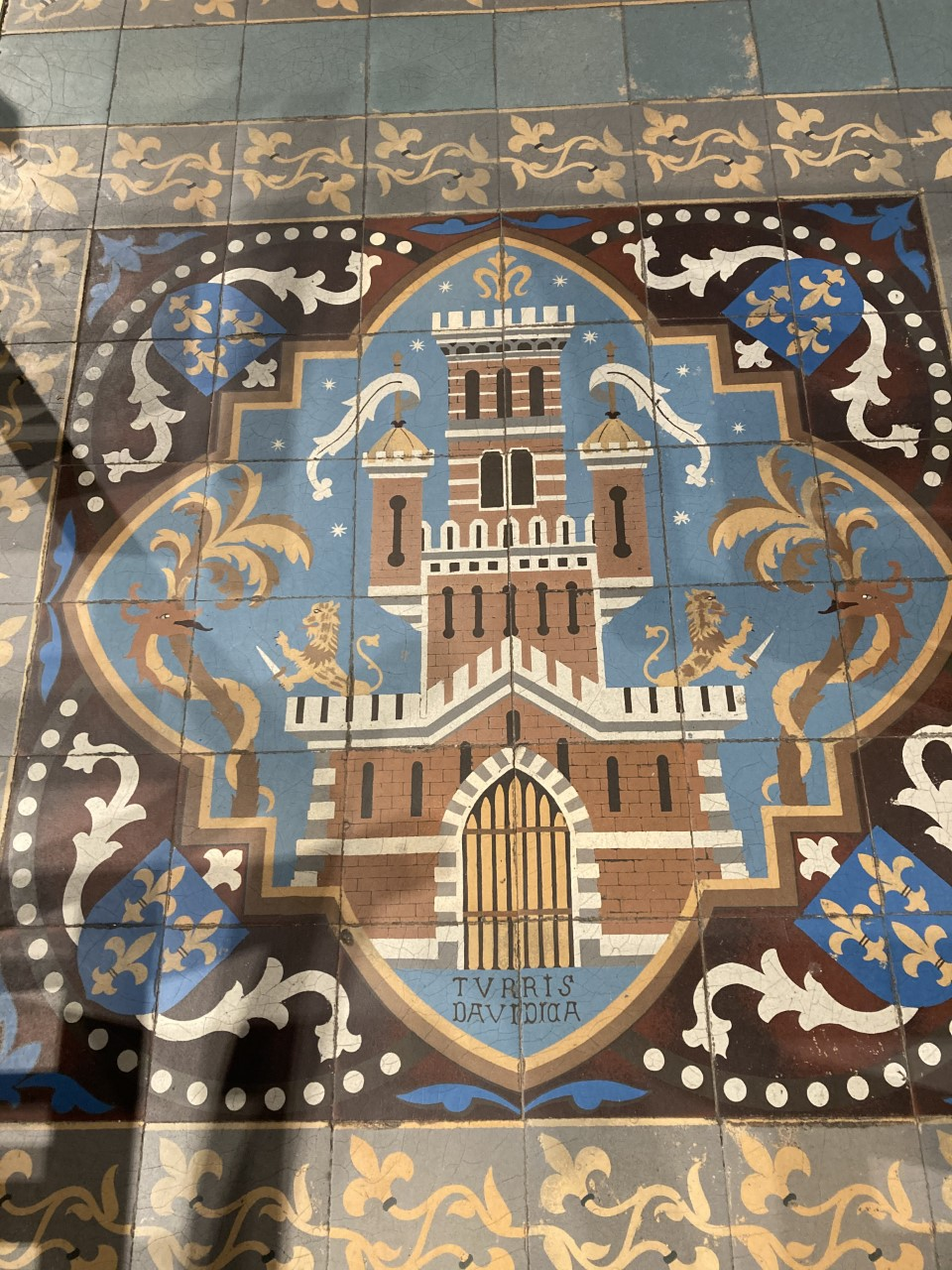
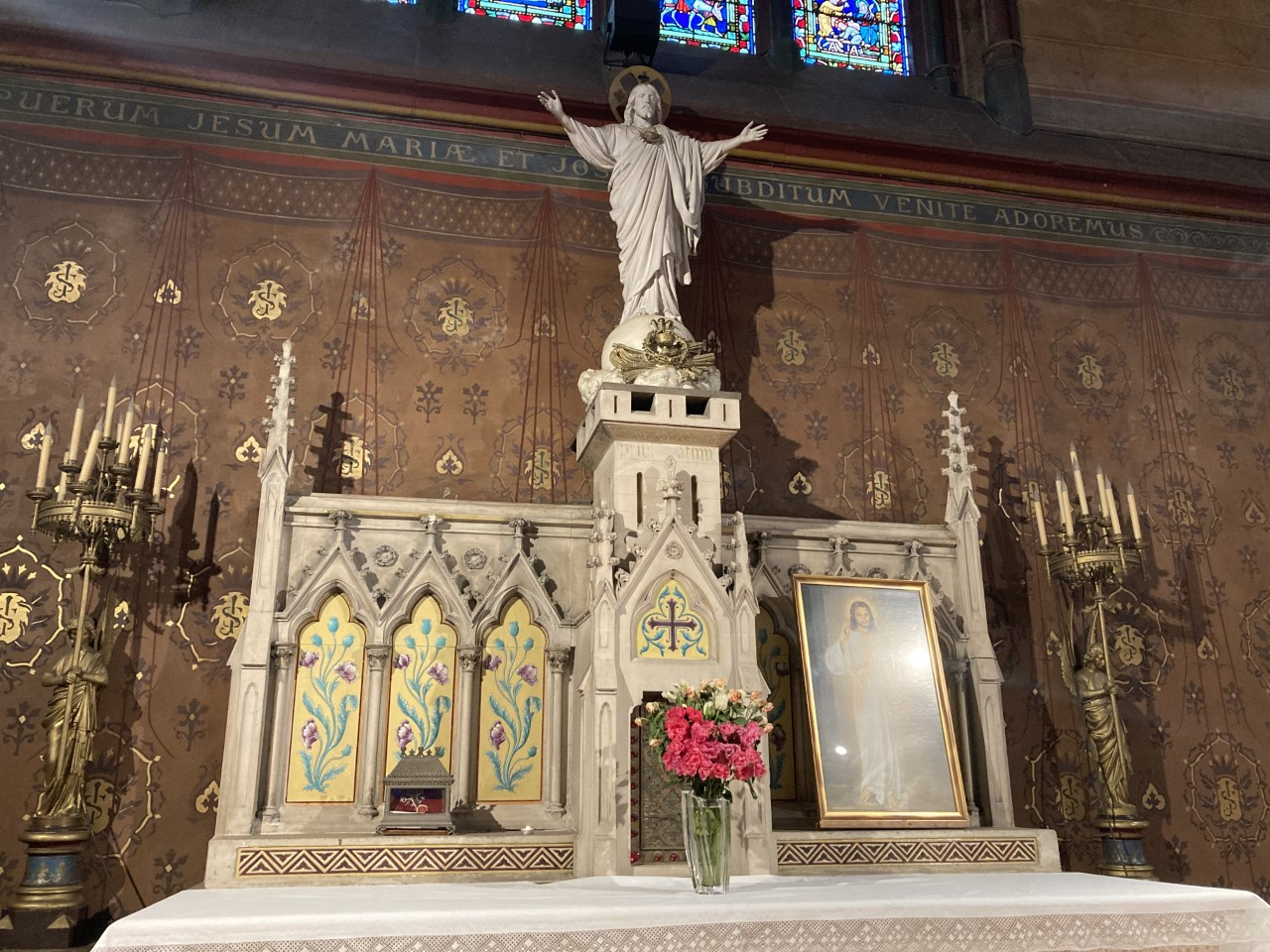
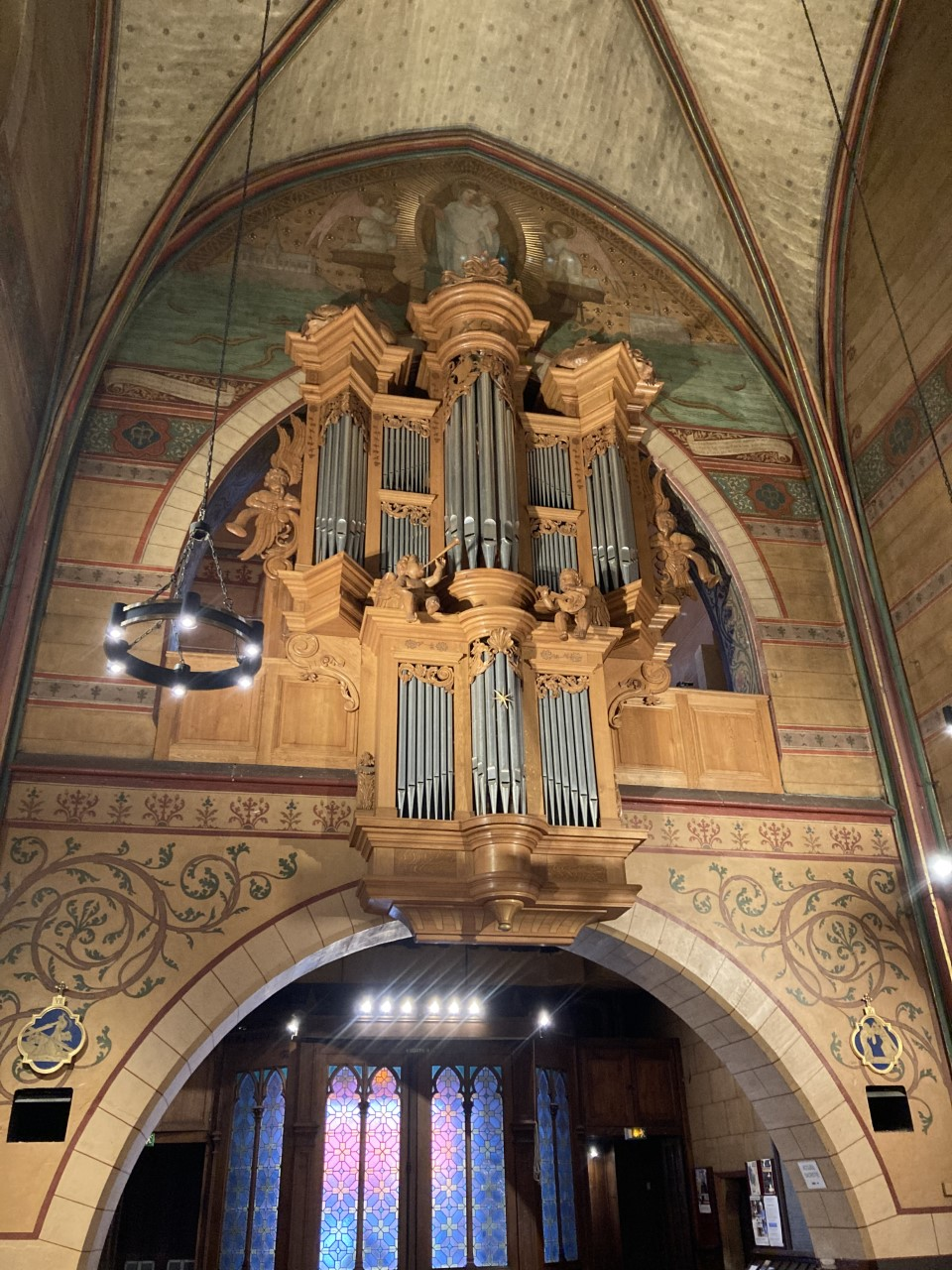
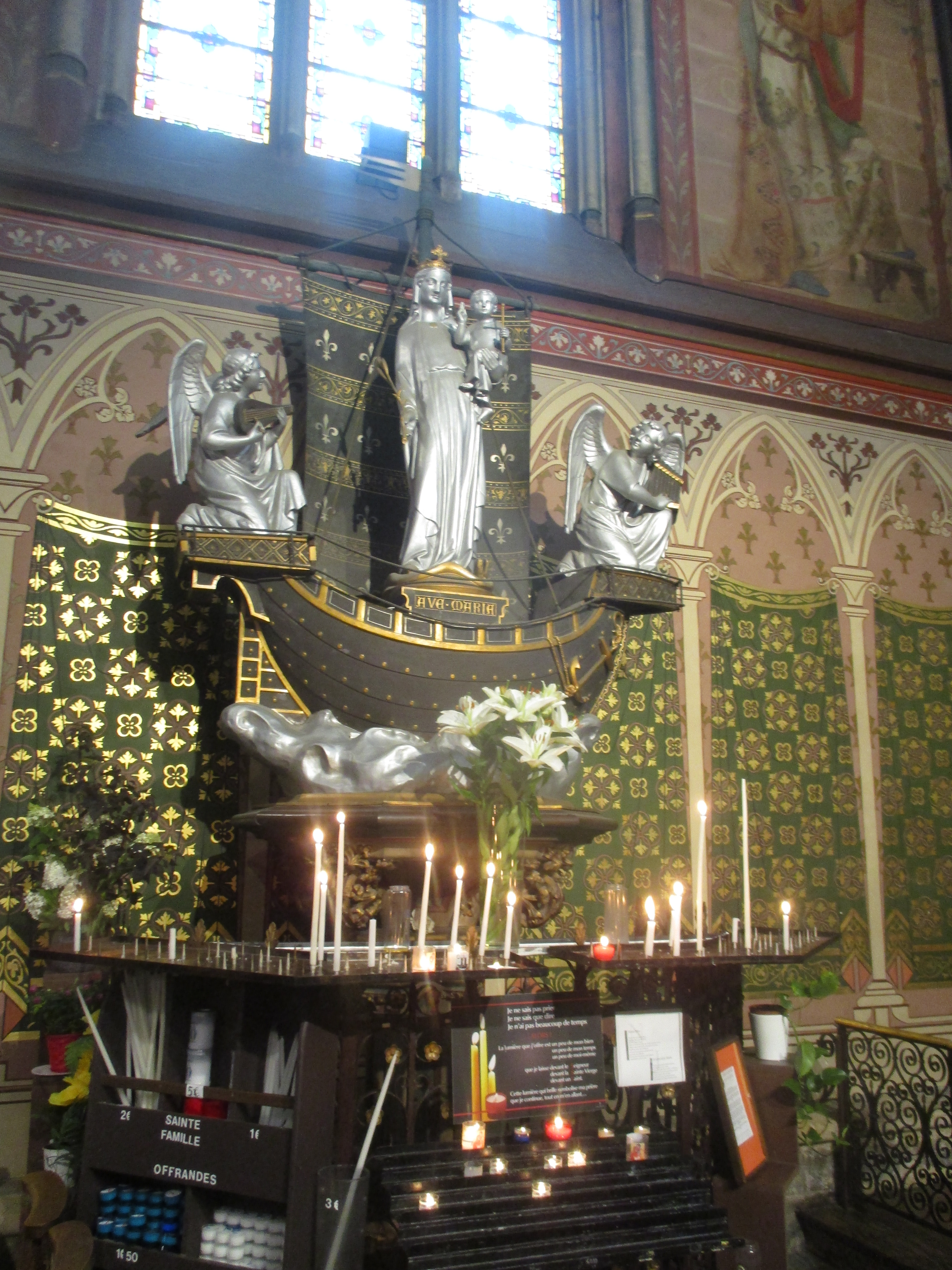